# Фијат BR.2
Фиат BR.2 (итал. Fiat B.R.2) је бомбардерски авион направљен и коришћен у Италији између два рата. Авион је први пут полетео 1925. године. 

## Пројектовање и развој
Природно је да свака фирма тежи да усавршава свој производ посебно оне које имају властити развој као што је то била Fiat Aviazione. Пројектантски тим у тој фирми на челу са инжењером Челестином Росателијем (Celestino Rosatelli) перманентно су примењујући најновија техничка и технолошка достигнућа усавршавали бомбардерске авионе породице BR.  У том окружењу је настао авион Фиат BR.2. Била је то друга еволуција оригиналног авиона Фиат BR и директан развој претходног Фиат BR.1 бомбардера.
Фиат BR.2 је имао архитектуру претходног модела, а измене су одређене употребом снажнијег мотора, ојачаном структуром, већим резервоаром за гориво и потпуно новим стајним трапом.
Први прототип је полетео током 1925. Након изласка овог модела из производње он је постао стандард за бомбардерску авијацију Италијанског ратног ваздухопловства.

## Технички опис
Труп има просторну челичну конструкцију обавијену челичном мрежом која формира облик трупа. Укрућења челичне конструкције је обављано на два начина: у предњем делу, од мотора до пилотске кабине, који је и оптерећенији део конструкције, укрућење поља се вршило завареним дијагоналама од челичних цеви а поља конструкције иза кабине је укрућиван дијагоналним жичаним затезачима (шпанерима). Предњи део трупа у коме се налази мотор и пилотска кабина су обложени алуминијумским лимом а остатак према репу је облепљен обојеним платном. У трупу се налазе два отворена кокпита један иза другог. Пилотска кабина са ветробранским стаклом и потребним инструментаријумом за сигуран лет се налази у првом кокпиту а у другом је нишанђија бомбер који има обртни митраљез за одбрану авиона у случају напада.. Прегледност из пилотске кабине је била добра јер се хладњак налазио испред мотора.
Авион Фиат BR је био опремљен 12-то цилиндричним мотором са линијским V распоредом цилиндара и течношћу хлађен Fiat A.25 снаге 1.050  (772 ). На вратилу мотора се налазила двокрака дрвена вучна елиса фиксног корака.
Крила су била металне конструкције са две рамењаче, релативно танког профила, пресвучена импрегнираним платном. Крилца за управљање авионом су се налазила само на горњим крилима. Крила нису била једнака по својим димензијама, доње крило је имало мањи размах од горњег крила, оба крила су била исте ширине и правоугаоног облика. Горња и доња крила су међусобно била повезана и укрућена V упорницама направљених од челичних цеви (Воренова греда). Спојеви предње ивице са бочним ивица крила су полукружно изведени.
Конструкције репних крила и вертикални стабилизатор као и кормило правца су била направљена од метала пресвучена платном. Хоризонтални стабилизатори су са доње стране укрућени упорницама ослоњеним на труп авиона.
Стајни трап је био, за то време, конвенционалан фиксан, бициклистичког типа, са једноставним точковима међусобно независна (нема фиксне осовине на којој су точкови). Конструкција трапа је била од заварених челичних цеви. Уклањањем фиксне осовине из стајног трапа и повећањем размака између точкова, ослободио се труп авиона за постављање бомби и торпеда.  Истовремено је побољшано и олакшано полетање и слетање авиона. Испод репа, авион је имао дрвену еластичну дрљачу као трећу ослону тачку.

## Наоружање
Авион је био наоружан са два митраљеза једним фиксним напред калибра 7,7 mm и другим покретним калибра 7,7 mm, монтиран на рундели  другог кокпита. Укупни товар бомби које је могао да понесе овај авион је износио 720 kg.
| Наоружање авиона: Фиат         |                 |
| Ватрено (стрељачко) наоружање  |                 |
| Топ                            |                 |
| Митраљез                       |                 |
| Број и ознака митраљеза        | 2 х Breda-SAFAT |
| Калибар                        | 7,7             |
| Бомбардерско наоружање (бомбе) |                 |
| Укупна маса                    | 720             |
| Ракетно наоружање (ракете)     |                 |

## Верзије
Усавршавањем авиона Фиат BR.2, развијен је следећи авион у породици Фиат BR.3.

## Оперативно коришћење
Сви произведени примерци овог модела авиона су служили у Италијанском ратном ваздухопловству (РА). Ниједан примерак овог авиона није извезен. Према подацина за 1930. годину казују да је 15 бомбардерских ескадрила РА било наоружано овим моделом авиона. Са појавом новог модела бомбардера, BR.2 је повлачен у другу линију тј. авиони су прелазили у авионе за обуку и тренажу пилота.

### Сачувани примерци
Није сачуван ниједан примерак овог авиона.

## Земље које су користиле авион
- Италија